# Eerste Kamerverkiezingen 1859
De Eerste Kamerverkiezingen 1859 waren reguliere Nederlandse verkiezingen voor de Eerste Kamer der Staten-Generaal. Zij vonden plaats op 12 juli 1859.
De verkiezingen werden gehouden voor een derde deel van de zittende leden van de Eerste Kamer van wie de zittingstermijn afliep. Bij deze verkiezingen kozen de leden van Provinciale Staten - die bij de Statenverkiezingen in mei 1859 gekozen waren - in tien kiesgroepen naar provincie dertien nieuwe leden.
De uitslag van de verkiezingen was als volgt:
| Groepering                | Zetels | Zetels | Zetels | Zetels | Zetels | Zetelverdeling naar provincie | Zetelverdeling naar provincie | Zetelverdeling naar provincie | Zetelverdeling naar provincie | Zetelverdeling naar provincie | Zetelverdeling naar provincie | Zetelverdeling naar provincie | Zetelverdeling naar provincie | Zetelverdeling naar provincie | Zetelverdeling naar provincie | Zetelverdeling naar provincie |
| Groepering                | 1856   | Af     | Bij    | 1859   | +/−    | Gr                            | F                             | D                             | O                             | Ge                            | U                             | NH                            | ZH                            | Z                             | NB                            | L                             |
| ------------------------- | ------ | ------ | ------ | ------ | ------ | ----------------------------- | ----------------------------- | ----------------------------- | ----------------------------- | ----------------------------- | ----------------------------- | ----------------------------- | ----------------------------- | ----------------------------- | ----------------------------- | ----------------------------- |
| gematigde liberalen       | 18     | 7      | 6      | 17     | −1     | 1                             | 1                             |                               | 1                             | 2                             |                               | 3                             | 3                             | 1                             | 2                             | 3                             |
| conservatieven            | 12     | 4      | 4      | 12     | 0      |                               | 1                             | 1                             | 1                             | 3                             | 2                             | 2                             | 1                             | 1                             |                               |                               |
| liberalen                 | 8      | 2      | 3      | 9      | +1     | 1                             | 1                             |                               | 1                             |                               |                               |                               | 3                             |                               | 3                             |                               |
| conservatief-protestanten | 1      | 0      | 0      | 1      | 0      |                               |                               |                               |                               |                               |                               | 1                             |                               |                               |                               |                               |
| totaal                    | 39     | 13     | 13     | 39     | 0      | 2                             | 3                             | 1                             | 3                             | 5                             | 2                             | 6                             | 7                             | 2                             | 5                             | 3                             |

## Gekozenen
Bij deze verkiezingen waren dertien leden aftredend, van wie negen herkozen werden. De stemmingen voor de overige vacatures hadden de volgende resultaten: 
- Door Provinciale Staten van Noord-Holland werd Cornelis Hartsen (conservatieven) gekozen die de aftredende afgevaardigde Albrecht Insinger versloeg met 37 tegen 31 stemmen.
- Door Provinciale Staten van Zeeland werd Jan Fransen van de Putte (gematigde liberalen) gekozen in de vacature ontstaan door het periodiek aftreden van Marinus Paspoort van Grijpskerke die had aangegeven niet herkiesbaar te zijn.
- Door Provinciale Staten van Noord-Brabant werd Leendert Rijsterborgh (liberalen) gekozen in de vacature ontstaan door het periodiek aftreden van Michael van der Beken Pasteel (gematigde liberalen) die had aangegeven niet herkiesbaar te zijn.
- Door Provinciale Staten van Limburg werd Franciscus Michiels van Kessenich (gematigde liberalen) gekozen in de vacature ontstaan door het periodiek aftreden van Petrus Regout die had aangegeven niet herkiesbaar te zijn.

De zittingsperiode van de Eerste Kamer ging in op 20 september 1859. De zittingstermijn van de gekozen Kamerleden bedroeg negen jaar.
*1850 · 1853 · 1856 · 1859 · 1862 · 1865 · 1868 · 1871 · 1874 · 1877 · 1880 · 1883 · *1884 · 1887 (I) · *1887 (II) · *1888 · 1890 · 1893 · 1896 · 1899 · 1902 · *1904 · 1907 · 1910 · 1913 · 1916 · *1917 · 1919 · *1922 · *1923 · 1926 · 1929 · 1932 · 1935 · *1937 · *1946 · *1948 · 1951 · *1952 · 1955 · *1956 (I) · *1956 (II) · 1960 · *1963 · 1966 · 1969 · *1971 · 1974 · 1977 · 1980 · *1981 · *1983 · *1986 · 1987 · 1991 · 1995 · 1999 · 2003 · 2007 · 2011 · 2015 · 2019 · 2023

* algemene verkiezingen in verband met vervroegde ontbinding van de Eerste Kamer

vanaf 1987 bedraagt de vaste zittingstermijn van de Eerste Kamer vier jaar